# Maik Hamburger
Michael Pitt „Maik“ Hamburger (* 12. Februar 1931 in Shanghai; † 16. Januar 2020 in Berlin) war ein deutscher Übersetzer, Publizist und Dramaturg. Er galt als einer der bedeutendsten Shakespeare-Kenner im deutschsprachigen Raum.

## Leben
Geboren als Sohn der deutschen Buchhändlerin und GRU-Agentin Ursula Maria Hamburger und des deutschen Architekten Rudolf Hamburger, verbrachte Hamburger seine Kindheit in China, in der Tschechoslowakei, in Polen, in der Schweiz und schließlich in England. Dort erhielt er seine Schulausbildung in Oxford und studierte Philosophie in Aberdeen. 1951 folgte er seiner Mutter, übersiedelte in die DDR und studierte Physik in Leipzig, wo er den späteren deutschen Theaterregisseur Adolf Dresen kennenlernte.
Hamburgers Tätigkeit am Theater war vor allem durch seine fast 30-jährige Arbeit als Dramaturg des Deutschen Theaters in Berlin geprägt. Bekannt im gesamten deutschsprachigen Raum wurde er durch seine vielfach aufgeführten Übersetzungen der Theaterstücke von Autoren wie William Shakespeare, Sean O’Casey, Arthur Miller und Tennessee Williams. Als Autor und Herausgeber war er an zahlreichen theaterwissenschaftlichen Publikationen beteiligt, darunter eine englischsprachige Geschichte des deutschen Theaters, die 2008 unter dem Titel A History of German Theatre bei Cambridge University Press erschien.
Hamburger unterrichtete als Gastdozent an der Theaterhochschule Leipzig, der Berliner Schauspielschule „Ernst Busch“ und an der Universität der Künste Berlin und führte Workshops durch, unter anderem in Santa Barbara, Stanford, Montreal. Er war Mitglied des PEN-Zentrums Deutschland und langjähriger Vizepräsident der Deutschen Shakespeare-Gesellschaft. 2007 erhielt er ein Stipendium der Calwer Hermann-Hesse-Stiftung.

## Übersetzte Autoren (Auswahl)
- William Shakespeare (15 Stücke, darunter Hamlet, Macbeth, Romeo und Julia, Ein Sommernachtstraum, Der Kaufmann von Venedig, Heinrich V.), Arthur Miller, Tennessee Williams, Alonso Allegria, John Donne (gemeinsam mit der Übersetzerin Christa Schuenke), Sean O’Casey, Donald Freed (ebenfalls mit Christa Schuenke), Barrie Stavis

## Theater
- 1975: Georges Courteline: Der gemütliche Kommissar. Regie (Deutsches Theater Berlin – Kleine Komödie)
- 1975: Georges Courteline: Der Stammgast. Regie (Deutsches Theater Berlin – Kleine Komödie)[2]

## Als Herausgeber
- Rudolf Hamburger: Zehn Jahre Lager – als deutscher Kommunist im sowjetischen Gulag, Siedler, München, 2013, ISBN 978-3-8275-0033-5.
- Adolf Dresen: Die Leere zwischen den Sternen. Geschichten, Gedichte & Träume, (mit Renate Rätz und Alexander Weigel), in: Archiv-Blätter 20, Akademie der Künste, Berlin, 2010, ISBN 978-3-88331-148-7.

## Filmografie
- 1973: Das Pflichtmandat – Liedtexte (Theateraufzeichnung)
- 1975: Juno und der Pfau – Übersetzung mit Adolf Dresen (Theateraufzeichnung)
- 1988: Der blaue Boll – Dramaturgie (Theateraufzeichnung)
- 1992: Das Ende vom Anfang – Übersetzung mit Adolf Dresen (Theateraufzeichnung)